# Киштелек
Киштелек (мађ. Kistelek) град је у Мађарској. Киштелек је град у оквиру жупаније Чонград-Чанад.
Град је имао 7.318 становника према подацима из 2009. године.

## Географија
Град Киштелек се налази у јужном делу Мађарске. Од првог већег града, Сегедина, град је удаљен око 35 километара северно. Град се налази у средишњем делу Панонске низије, у области северне Телечке пешчаре.

## Галерија
- Панорама дела града
- Панорама дела града
- Железничка станица у Киштелеку